# The Bride Screamed Murder
The Bride Screamed Murder (рус. Невеста кричала убийство) — студийный альбом американской сладж-метал-группы Melvins, который был издан в 2010 году на лейбле Ipecac Recordings.

## Об альбоме
Это первый альбом группы, попавший в чарт Billboard 200. Альбом побывал на 200 позиции, с продажей 2,809 экземпляров за первые несколько недель.
Журнал Exclaim! поместил альбом на 8 позицию среди метал-альбомов 2010 года.

### Видеоклипы
В октябре 2010 года был опубликован клип на песню «Electric Flower» (режиссёр — Марк Брукс).

## Список композиций
| №  | Название                           | Длительность |
| -- | ---------------------------------- | ------------ |
| 1. | «The Water Glass»                  | 4:16         |
| 2. | «Evil New War God»                 | 4:48         |
| 3. | «Pig House»                        | 5:29         |
| 4. | «I'll Finish You Off»              | 4:57         |
| 5. | «Electric Flower»                  | 3:27         |
| 6. | «Hospital Up»                      | 5:38         |
| 7. | «Inhumanity and Death»             | 3:03         |
| 8. | «My Generation (кавер на The Who)» | 7:39         |
| 9. | «P.G. x 3»                         | 6:20         |

## Над альбомом работали

### Участники группы
- Базз Осборн — гитара, вокал
- Дейл Кровер — ударные
- Джаред Уоррен — басс, бэк-вокал
- Коуди Уиллис — ударные, бэк-вокал

### Прочие
- Тоши Касаи — звукорежиссура
- Маки Осборн — дизайн обложки альбома
- Джон Голден — мастеринг